# Venustiano Carranza, Venustiano Carranza (Michoacán de Ocampo)
Venustiano Carranza är en kommunhuvudort i Mexiko.   Den ligger i kommunen Venustiano Carranza och delstaten Michoacán de Ocampo, i den centrala delen av landet, 400 km väster om huvudstaden Mexico City. Venustiano Carranza ligger 1 531 meter över havet och antalet invånare är 11 627.
Terrängen runt Venustiano Carranza är huvudsakligen platt, men österut är den kuperad. Runt Venustiano Carranza är det ganska tätbefolkat, med 60 invånare per kvadratkilometer. Närmaste större samhälle är Sahuayo de Morelos, 9,0 km sydväst om Venustiano Carranza. Omgivningarna runt Venustiano Carranza är en mosaik av jordbruksmark och naturlig växtlighet.